# جواو ستانلي
جواو ستانلي (بالإنجليزية: Jo Stanley)‏ هي موزعة ‏ أسترالية، ولدت في 6 يوليو 1972 في ملبورن في أستراليا.